# مكتب الممثل التجاري للولايات المتحدة
مكتب الممثل التجاري للولايات المتحدة ( USTR ) هو وكالة تابعة للحكومة الفيدرالية للولايات المتحدة مسؤولة عن تطوير وتعزيز سياسات التجارة الخارجية للولايات المتحدة. وهو جزء من المكتب التنفيذي للرئيس، ويرأسه الممثل التجاري للولايات المتحدة، وهو منصب على مستوى مجلس الوزراء يعمل مستشاراً رئيسياً لرئيس الولايات المتحدة ومفاوض ومتحدث باسمه بشأن المسائل التجارية. يضم مكتب الممثل التجاري للولايات المتحدة أكثر من مائتي موظف، ولديه مكاتب في جنيف، سويسرا، وبروكسل، بلجيكا.
تأسس مكتب الممثل التجاري الأمريكي باعتباره مكتب الممثل التجاري الخاص (STR) بموجب قانون توسيع التجارة لعام 1962، ويقود المفاوضات التجارية على المستويات الثنائية والمتعددة الأطراف، وينسق السياسة التجارية مع الوكالات الحكومية الأخرى من خلال لجنة السياسة التجارية (TPC)، ومجموعة مراجعة لجنة السياسة التجارية (TPCRG)، ولجنة موظفي السياسة التجارية (TPSC). وتشمل مجالات خبرتها الاستثمار الأجنبي المباشر، واتفاقيات السلع الأساسية، وحماية الملكية الفكرية المتعلقة بالتجارة، والنزاعات التجارية أمام منظمة التجارة العالمية. تعيش كاثرين تاي في واشنطن العاصمة، وهي الممثلة التجارية الحالية للولايات المتحدة.

## منظمة

### قيادة
يحمل رئيس المكتب لقب الممثل التجاري للولايات المتحدة (USTR)، وهو منصب على مستوى مجلس الوزراء، رغم أنه ليس من الناحية الفنية ضمن مجلس الوزراء، كما هو الحال مع رؤساء المكاتب الذين ليسوا من الوزارات الأمريكية ولكن من المكاتب الموجودة ضمن المكتب التنفيذي للرئيس. لشغل المنصب، يرشح الرئيس شخصًا ما لهذا المنصب، ثم تتم الموافقة على التعيين أو رفضه من قبل أغلبية بسيطة من مجلس الشيوخ. يحمل الممثل التجاري للولايات المتحدة ونائب الممثل التجاري للولايات المتحدة (DUSTR) لقب السفير.
في إدارة أوباما، شغل مايكل فورمان منصب الممثل التجاري للولايات المتحدة من عام 2013 إلى عام 2017، مع مايكل بانك وروبرت هوليمان كممثلين تجاريين للولايات المتحدة. كما شغل السفير بونكي في الوقت نفسه منصب سفير الولايات المتحدة لدى منظمة التجارة العالمية. وشغل روبرت لايتهايزر منصب السفير خلال رئاسة ترامب الأولى. ترشحت كاثرين تاي، الممثلة التجارية الحالية للولايات المتحدة، وقبل تعيينها مجلس الشيوخ في 17 مارس 2021، بتصويت 98-0.

### مكتب منظمة التجارة العالمية والشؤون المتعددة الأطراف
يشارك الممثل التجاري الأمريكي في منظمة التجارة العالمية، التي شاركت في جولة الدوحة للتنمية. يتم إدارة هذا الأمر جزئيًا من مكتب الممثل التجاري للولايات المتحدة لشؤون منظمة التجارة العالمية والشؤون المتعددة الأطراف (WAMA). وتشمل اتفاقيات منظمة التجارة العالمية ذات الصلة اتفاقية الجوانب المتصلة بالتجارة من حقوق الملكية الفكرية (تريبس) ونظام الأفضليات المعمم.

## تاريخ الممثل التجاري للولايات المتحدة
أصبحت المفاوضات التجارية أكثر تعقيدًا في القرن العشرين مع ظهور المنظمات المتعددة الأطراف والتقدم التكنولوجي الذي سمح بالمزيد من التجارة. ونتيجة لذلك، أصبح تنظيم الحكومة الأميركية (حيث يتولى الكونجرس تنظيم التجارة الخارجية وتتولى السلطة التنفيذية الإشراف على المعاهدات) أقل كفاءة، وفي عام 1962 أقر الكونجرس مشروع قانون يدعو الرئيس إلى تعيين ممثل خاص للمفاوضات التجارية لتقديم اقتراحات إلى الرئيس بشأن مسائل التجارة. في سبعينيات القرن العشرين، قام الكونجرس بتوسيع هذا المنصب، مما جعله أكثر مسؤولية أمام الكونجرس (وصف المنصب بأنه "مخلوق من الكونجرس")، وجعله على مستوى مجلس الوزراء. وأخيرًا، في عام 1980، تمت إعادة تسمية المنصب ليصبح الممثل التجاري للولايات المتحدة.

## المجالات
- زراعة
- الاقتصاد والتجارة
- التنفيذ
- بيئة
- المشتريات الحكومية
- الصناعة والتصنيع
- الملكية الفكرية
- تَعَب
- برامج التفضيل
- الخدمات والاستثمار
- الشركات الصغيرة
- المنسوجات والملابس
- التجارة والتنمية
- المنظمات التجارية ( منظمة التجارة العالمية ، ومنتدى التعاون الاقتصادي لآسيا والمحيط الهادئ ، ورابطة دول جنوب شرق آسيا ، ومنظمة التعاون الاقتصادي والتنمية ). [6]

## التقارير

### تقدير التجارة الوطنية
تقرير تقدير التجارة الوطنية بشأن الحواجز التجارية الأجنبية ( تقدير التجارة الوطنية أو NTE ) هو سلسلة سنوية يعدها مكتب الممثل التجاري للولايات المتحدة، والتي تتناول الحواجز الأجنبية الكبيرة أمام الصادرات الأمريكية. منذ عام 1986، قدمت منظمة التجارة العالمية ، حيثما كان ذلك ممكنا، تقديرات كمية لتأثير هذه الممارسات الأجنبية على قيمة الصادرات الأميركية. وتتضمن المعلومات أيضًا الإجراءات المتخذة لإزالة الحواجز. ويستند هذا إلى المعلومات التي قدمها مكتب الممثل التجاري الأمريكي، ووزارتي التجارة والزراعة الأمريكيتين، وغيرها من الوكالات والمصادر. 

### التقرير الخاص 301

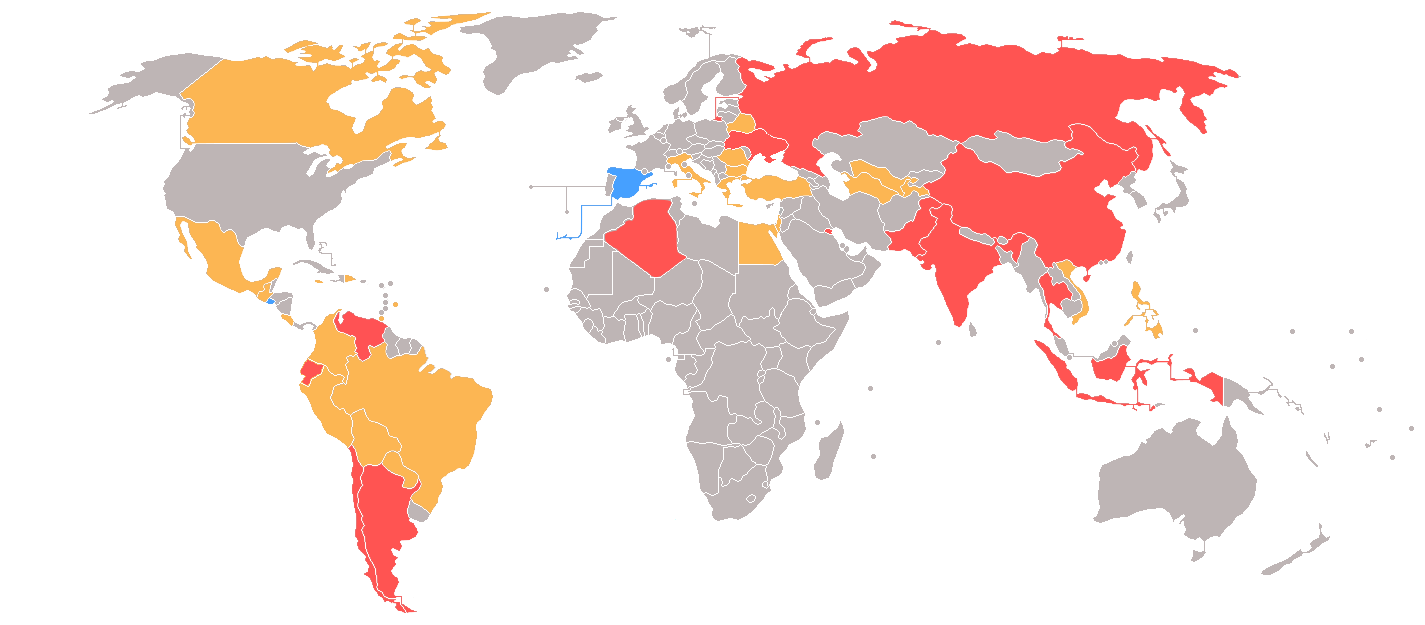
دولة ذات أولوية في الشكاوى
قائمة المراقبة ذات الأولوية
قائمة المراقبة
مراقبة القسم 306
مراجعة خارج الدورة/الحالة قيد الانتظار

"تحديد تلك الدول الأجنبية التي تنكر الحماية الكافية والفعالة لحقوق الملكية الفكرية، أو تحرم الأشخاص الأميركيين الذين يعتمدون على حماية الملكية الفكرية من الوصول العادل والمنصف إلى الأسواق، وتلك الدول الأجنبية المحددة بموجب هذه الفقرة والتي يحددها الممثل التجاري على أنها دول أجنبية ذات أولوية". ويحدد القانون "الدول الأجنبية ذات الأولوية" على أنها "تلك الدول الأجنبية التي لديها أكثر الأفعال أو السياسات أو الممارسات قسوة أو فظاعة والتي تنكر حقوق الملكية الفكرية الكافية والفعالة، أو تحرم الأشخاص الأميركيين الذين يعتمدون على حماية الملكية الفكرية من الوصول العادل والمنصف إلى الأسواق، والتي تخلف أفعالها أو سياساتها أو ممارساتها الموصوفة في هذه الفقرة أعظم الأثر السلبي (الفعلي أو المحتمل) على المنتجات الأميركية ذات الصلة، والتي لا تدخل في مفاوضات بحسن نية، أو لا تحقق تقدماً كبيراً في المفاوضات الثنائية أو المتعددة الأطراف لتوفير الحماية الكافية والفعالة لحقوق الملكية الفكرية. 
قانون اتفاقية جولة أوروغواي ينص أيضاً على أنه يمكن تصنيف البلدان تحت بند "التصنيف الخاص 301" "مع الأخذ في الاعتبار تاريخ قوانين وممارسات حقوق الملكية الفكرية في البلد الأجنبي، بما في ذلك أي تصنيفات سابقة"، و"تاريخ جهود الولايات المتحدة، واستجابة البلد الأجنبي، لتحقيق حماية فعالة وكافية لحقوق الملكية الفكرية وإنفاذها". كما ينص على أن الامتثال لاتفاقية الجوانب التجارية لحقوق الملكية الفكرية لا يشمل البلد من أن يتم تصنيفه على أنه ينكر "الحماية الفعالة والكافية لحقوق الملكية الفكرية".

### الأسواق سيئة السمعة
في عام 2006، قام مكتب الممثل التجاري للولايات المتحدة، بالتعاون مع التحالف الدولي للملكية الفكرية، بنشر قائمة بالأماكن التي يحدث فيها انتهاك حقوق التأليف والنشر على نطاق واسع في تقرير التصنيف الخاص 301. ومنذ عام 2010، أصبح تقرير الأسواق سيئة السمعة يُنشر كتقرير مستقل.

## قائمة ممثلي التجارة في الولايات المتحدة
| #  | الصورة                     | الاسم                    | بداية الفترة    | نهاية الفترة    | المدة             | الرئيس(الرؤساء) | الرئيس(الرؤساء)               |
| -- | -------------------------- | ------------------------ | --------------- | --------------- | ----------------- | --------------- | ----------------------------- |
| 1  |                            | Christian Herter         | ديسمبر 10, 1962 | ديسمبر 30, 1966 | 4 سنوات و20 أيام  |                 | John F. Kennedy (1961–1963)   |
| 1  | Lyndon Johnson (1963–1969) | Christian Herter         | ديسمبر 10, 1962 | ديسمبر 30, 1966 | 4 سنوات و20 أيام  |                 |                               |
| 2  |                            | William Roth             | مارس 24, 1967   | يناير 20, 1969  | 1 سنة و302 أيام   |                 |                               |
| 3  |                            | Carl Gilbert             | أغسطس 6, 1969   | سبتمبر 21, 1971 | 2 سنوات و46 أيام  |                 | Richard Nixon (1969–1974)     |
| 4  |                            | William Eberle           | نوفمبر 12, 1971 | ديسمبر 24, 1974 | 3 سنوات و42 أيام  |                 | Richard Nixon (1969–1974)     |
| 5  |                            | Frederick Dent           | مارس 26, 1975   | يناير 20, 1977  | 1 سنة و300 أيام   |                 | Gerald Ford (1974–1977)       |
| 6  |                            | Robert Strauss           | مارس 30, 1977   | أغسطس 17, 1979  | 2 سنوات و140 أيام |                 | Jimmy Carter (1977–1981)      |
| 7  |                            | Reubin Askew             | أكتوبر 1, 1979  | ديسمبر 31, 1980 | 1 سنة و91 أيام    |                 | Jimmy Carter (1977–1981)      |
| 8  |                            | Bill Brock               | يناير 23, 1981  | أبريل 29, 1985  | 4 سنوات و96 أيام  |                 | Ronald Reagan (1981–1989)     |
| 9  |                            | Clayton Yeutter          | يوليو 1, 1985   | يناير 20, 1989  | 3 سنوات و203 أيام |                 | Ronald Reagan (1981–1989)     |
| 10 |                            | Carla Hills              | فبراير 6, 1989  | يناير 20, 1993  | 3 سنوات و349 أيام |                 | George H. W. Bush (1989–1993) |
| 11 |                            | Mickey Kantor            | يناير 22, 1993  | أبريل 12, 1996  | 3 سنوات و81 أيام  |                 | Bill Clinton (1993–2001)      |
| —  |                            | Charlene Barshefsky      | أبريل 12, 1996  | مارس 18, 1997   | 4 سنوات و283 أيام |                 | Bill Clinton (1993–2001)      |
| 12 | مارس 18, 1997              | Charlene Barshefsky      | يناير 20, 2001  |                 | 4 سنوات و283 أيام |                 | Bill Clinton (1993–2001)      |
| 13 |                            | Robert Zoellick          | فبراير 7, 2001  | فبراير 22, 2005 | 4 سنوات و15 أيام  |                 | George W. Bush (2001–2009)    |
| —  |                            | Peter Allgeier تمثيل     | فبراير 23, 2005 | مايو 16, 2005   | 113 أيام          |                 | George W. Bush (2001–2009)    |
| 14 |                            | Rob Portman              | مايو 17, 2005   | مايو 29, 2006   | 1 سنة و12 أيام    |                 | George W. Bush (2001–2009)    |
| 15 |                            | Susan Schwab             | يونيو 8, 2006   | يناير 20, 2009  | 2 سنوات و196 أيام |                 | George W. Bush (2001–2009)    |
| —  |                            | Peter Allgeier تمثيل     | يناير 21, 2009  | مارس 17, 2009   | 55 أيام           |                 | Barack Obama (2009–2017)      |
| 16 |                            | Ron Kirk                 | مارس 18, 2009   | مارس 15, 2013   | 3 سنوات و362 أيام |                 | Barack Obama (2009–2017)      |
| —  |                            | Demetrios Marantis تمثيل | مارس 15, 2013   | مايو 23, 2013   | 100 أيام          |                 | Barack Obama (2009–2017)      |
| —  |                            | Miriam Sapiro تمثيل      | مايو 23, 2013   | يونيو 21, 2013  | 28 أيام           |                 | Barack Obama (2009–2017)      |
| 17 |                            | Michael Froman           | يونيو 21, 2013  | يناير 20, 2017  | 3 سنوات و213 أيام |                 | Barack Obama (2009–2017)      |
| —  |                            | Maria Pagan تمثيل        | يناير 20, 2017  | مارس 1, 2017    | 40 أيام           |                 | Donald Trump (2017–2021)      |
| —  |                            | Stephen Vaughn تمثيل     | مارس 2, 2017    | مايو 15, 2017   | 74 أيام           |                 | Donald Trump (2017–2021)      |
| 18 |                            | Robert Lighthizer        | مايو 15, 2017   | يناير 20, 2021  | 3 سنوات و250 أيام |                 | Donald Trump (2017–2021)      |
| —  |                            | Maria Pagan تمثيل        | يناير 20, 2021  | مارس 18, 2021   | 57 أيام           |                 | جو بايدن (2021–2025)          |
| 19 |                            | Katherine Tai            | مارس 18, 2021   | يناير 20, 2025  | 4 سنوات و5 أيام   |                 | جو بايدن (2021–2025)          |
| —  |                            | Juan Millán تمثيل        | يناير 20, 2025  | present         |                   |                 | دونالد ترامب (2025–الحالي)    |